# Augusta Holmès

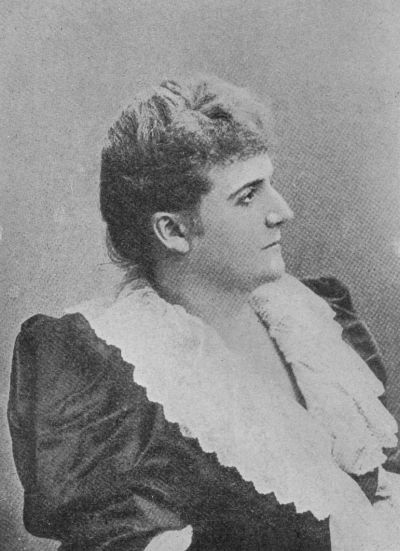
Augusta Mary Anne Holmès

Augusta (Mary Anne) Holmès (18 december 1847 - 28 januari 1903) was een Frans componiste van Ierse afkomst. Aan het begin van haar carrière werkte ze onder het pseudoniem Hermann Zenta. In 1871 werd Holmès een Frans burger. Vanaf dan voegde ze het accent toe aan haar achternaam. Ze schreef zelf de teksten voor het merendeel van haar liederen en oratoria. Ook schreef ze het libretto voor haar opera La Montagne Noire en de programmatische gedichten voor haar symfonische gedichten, waaronder Irlande en Andromède.

## Biografie
Holmès werd geboren te Parijs. Haar vader was afkomstig van Youghal in County Cork. Hoewel ze talent had voor het pianospel, mocht ze niet gaan studeren aan het conservatorium van Parijs. Daarom ging ze privéles volgen. Haar leerkrachten waren de lokale pianiste mademoiselle Peyronnet, de kathedraalorganist van Versailles Henri Lambert en Hyacinthe Klosé. Ze kende Franz Liszt, aan wie ze een aantal van haar vroege composities toonde. Rond 1876 werd ze een leerling van César Franck, wie ze beschouwde als haar ware leermeester. Ze leidde de groep van Franck's studenten die in 1891 een bronzen medaille voor diens graf bestelden bij Auguste Rodin.
Camille Saint-Saëns schreef over Holmès in de krant Harmonie et Mélodie: "Net als kinderen hebben vrouwen geen besef van obstakels, en hun wilskracht breekt alle barrières. Mademoiselle Holmès is een vrouw, een extremist." Net zoals andere vrouwelijke componisten, waaronder Fanny Mendelssohn en Clara Schumann, publiceerde Holmès een aantal van haar vroege werken onder een mannelijk pseudoniem (Hermann Zenta). Dit was omdat vrouwen in de toenmalige Europese maatschappij niet serieus werden genomen als kunstenaars en er daarom van weerhouden werden om te publiceren.
Ter gelegenheid van de viering van het 100-jarige jubileum van de Franse Revolutie werd Holmès in 1889 gevraagd om een Ode triomphale te componeren voor de Exposition Universelle. Het werk vereist 1200 muzikanten. Holmès bouwde een reputatie op voor haar programmatische muziek, welke doorgaans een politieke betekenis had. Voorbeelden zijn de symfonische gedichten Irlande en Pologne.

## Persoonlijk leven

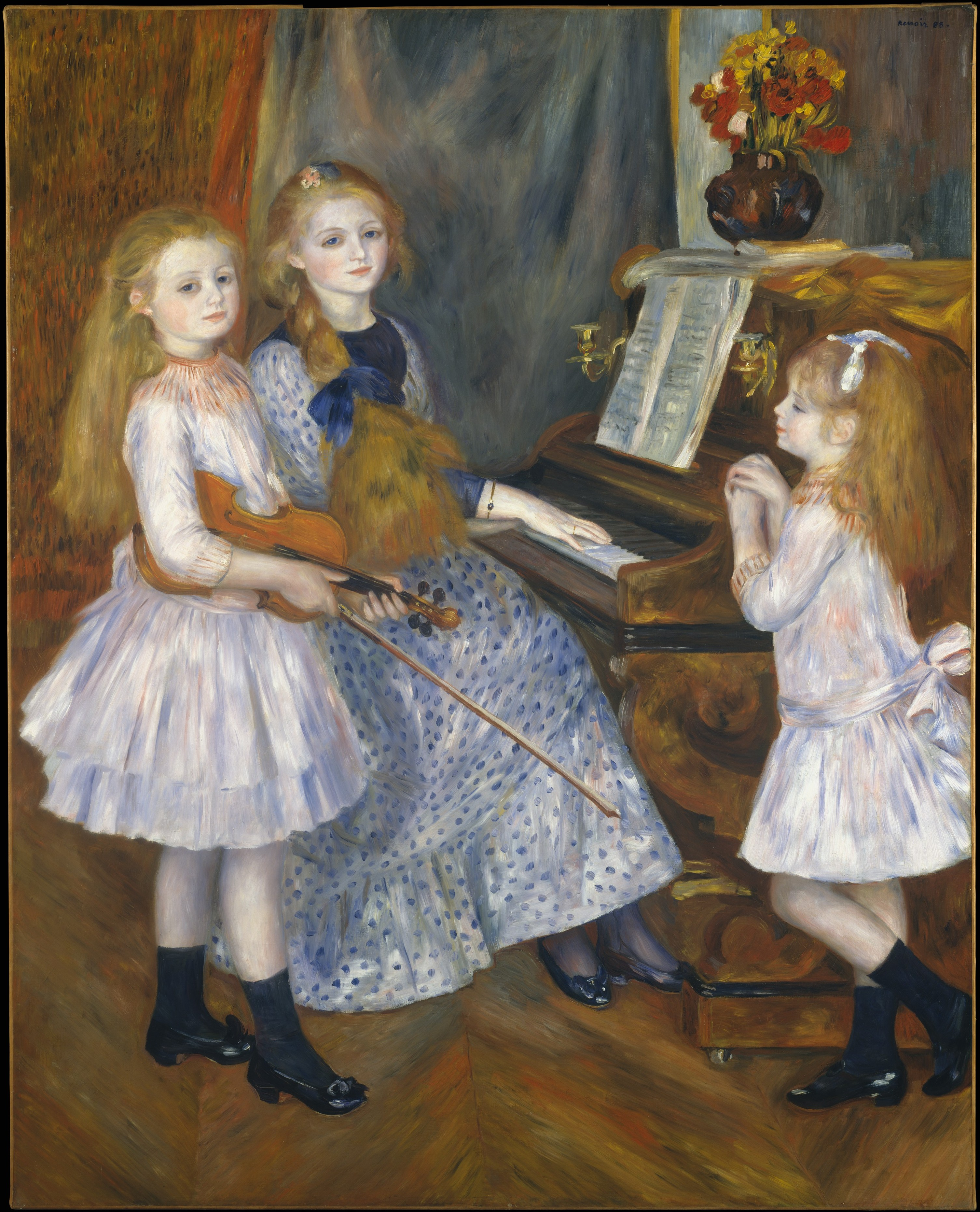
Een portret van Holmès' dochters, Huguette, Claudine en Helyonne, door Auguste Renoir, 1888, in het Metropolitan Museum of Art

Holmès is nooit getrouwd. Ze woonde samen met de dichter Catulle Mendès. Het koppel kreeg vijf kinderen, waaronder:
- Huguette Mendès (1871–1964)
- Claudine Mendès (1876–1937)
- Helyonne Mendès (1879–1955)

Holmès liet het merendeel van haar muziekmanuscripten na aan het conservatorium van Parijs.
Holmès was bevriend Camille Saint-Saëns, die aan haar zijn muziekstuk Le Rouet d'Omphale (het spinnewiel van Omphale), opdroeg, vanwege de viriliteit van Holmès.

## Oeuvre

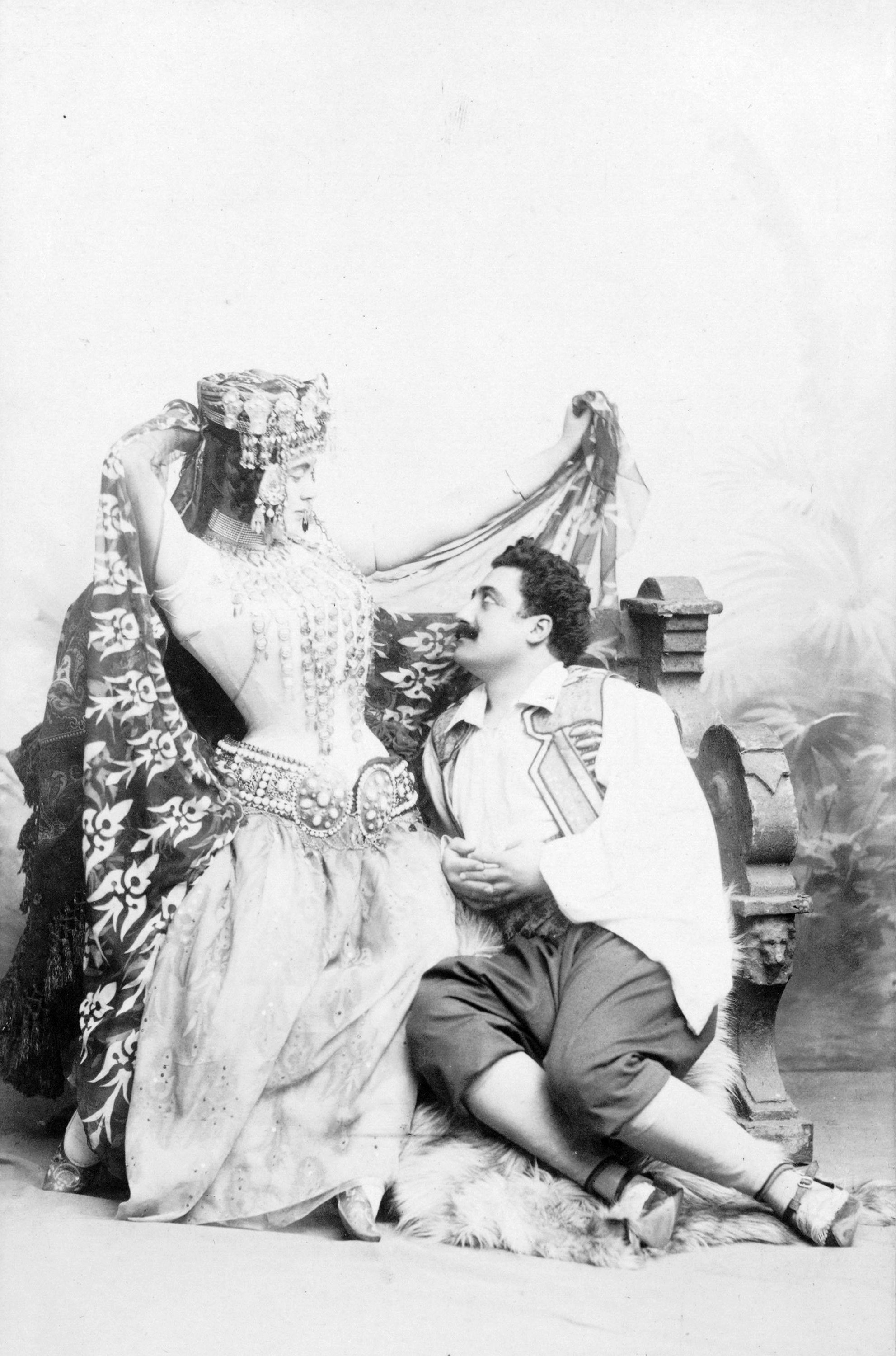
Maurice Renaud en Lucienne Bréval in Augusta Holmès' opera, La Montagne noire.

### Opera's
- Héro et Leandre (1875) opera in 1 akte[2]
- Lancelot du lac, opera in 3 akten (onuitgegeven)
- La Montagne noir, opera in 4 akten (1885), Parijs, Opéra, 8 Feb 1895

### Cantatas
- Astarté, poème musical (1871, onuitgegeven)
- Lutèce, symphonie dramatique (1877)
- Les Argonautes, symphonie dramatique (1880)
- Ludus pro patria, ode-symphonie (1888)
- Au pays bleu, suite symphonique (c.1888)
- Une Vision de Sainte Thérèse voor sopraan en orkest (c.1888)
- Ode triomphale en l'honneur du centenaire de 1789 (1889)
- Hymne à la paix (1890)
- Hymne à Apollo (c.1890s)
- La Belle au bois dormant suite lyrique (1902)
- La Vision de la reine, cantate

### Orkestwerken
- Ouverture pour une comédie, symfonisch gedicht (before 1870)
- Roland furieux (1876)
- Irlande, symfonisch gedicht (1882)
- Andromède, symfonisch gedicht (1883)
- Pologne, symfonisch gedicht (1883)

### Pianomuziek
- Rêverie tzigane (1887)
- Ce qu'on entendit dans la nuit de Noël (1890)
- Ciseau d'hiver (1892)

### Liederen
(Selectie)
- Les Sept ivresses: 1. L'Amour; 2. Le Vin; 3. La Gloire; 4. La Haine; 5. Le Rêve; 6. Le Désir; 7. L'Or (1882)
- Trois Chansons populaires: 1. Mignonne; 2. Les Trois pages; 3. La Princesse (1883)
- Noël: Trois anges sont venus ce soir (1884)
- En Chemin (1886)
- Hymne à Eros (1886)
- Fleur de neige (1887)
- La Chanson de gas d'Irlande (1891)
- Berceuse (1892)
- Contes divines (1892-5): 1. L'Aubepine de Saint Patrick (1892); 2. Les Lys bleus (1892); 3. Le Chemin de ciel (1893); 4. La Belle Madeleine (1893); 5. La Légende de Saint Amour (1893); 6. Les Moutons des anges (1895)
- Noël d'Irlande (1896)